# Karta Vinlanda
Karta Vinlanda po mnogima je karta svijeta iz 15. stoljeća napravljena na osnovu karte iz 13. stoljeća na kojoj se pored Afrike, Azije, Europe i Grenlanda vidi i dio Sjeverne Amerike do kojeg su prvi došli Vikinzi i nazvali ga Vinland.
Na karti je zapisano da su Vikinzi posjetili Vinland još u 11. stoljeću, znatno prije nego što je Kristofor Kolumbo otkrio Sjevernu Ameriku.
Do danas nije pouzdano utvrđeno je li ova karta autentična ili je samo izuzetno dobar falsifikat.
O postojanju karte šira je javnost prvi put saznala 1957. godine, tri godine prije otkrića vikinške naseobine u arheološkom nalazištu L'Anse aux Meadows na Newfoundlandu. 
Kartu je za Sveučilište Yale otkupio Paul Mellon. Kartu i dalje posjeduje Sveučilište Yale. Sveučilište Yale više ne tvrdi da je karta originalna, već to pitanje ostavlja ekspertima na razmatranju.

## Autentičnost
Starost karte, odnosno materijala na kojem je nacrtana, utvrđena je datiranjem ugljika-14 te se s velikim stupnjem sigurnosti može reći da je karta nastala između 1423. i 1445. godine. Isto se ne može isto reći za mastilo kojim je karta nacrtana. Po nekim analizama, mastilo sadrži materijale kojima čovječanstvo raspolaže tek od 1920. godine.
S druge strane mnogi stručnaci koji su proveli vlastite analize, iako ne poriču da upotrebljeno mastilo sadrži i suvremene materijale, tvrde kako je karta mogla biti kontaminirana te je stoga autentična.
U prilog skepticima autentičnosti ide i činjenica da je Grenland vjerno prikazan, iako on nije bio oplovljen sve do suvremenog doba, pa se stoga postavlja pitanje kako je autor karte znao da je Grenland otok i još važnije, kako je znao njegove točne konture.

## Vanjske poveznice
- Vinlanda: The Vinland Map on the Web
- Članak BBC-a o karti
- Archaeological Forgeries
- Carpini's voyage to the great khan.
- 2003-11-28, Science Daily: Vindication For Vinland Map: New Study Supports Authenticity Quote: "...Recent conclusions that the storied Vinland Map is merely a clever forgery are based on a flawed understanding of the evidence...Norse explorers charted North America long before Columbus...these elements raise serious doubts about the possibility of forgery..."
- Brookhaven National Laboratory: Scientists Determine Age of New World Map. “Vinland Map”  Arhivirana inačica izvorne stranice od 2. studenoga 2004. (Wayback Machine), “Vinland Map” hi-res image of the map,2.5 Mb  Arhivirana inačica izvorne stranice od 4. siječnja 2005. (Wayback Machine) Quote: "...date of 1434 A.D. plus or minus 11 years...Recent testing, however, only revealed trace quantities of titanium, whose presence may be a result of contamination, the chemical deterioration of the ink over the centuries, or may even have been present naturally in the ink used in medieval times. Another recent study detected carbon, which has also been presented as evidence of a forgery. However, carbon can also be found in medieval ink. Current carbon-dating technology does not permit the dating of samples as small as the actual ink lines on the map...."
- Nature, 1 August 2002: New fight over old map. Debate over oldest map of America flares again
- Welcome to The Ohio State Univ. Department of Economics: The Vinland Map, Some "Finer Points" of the Debate, J. Huston McCulloch, August, 2001  Arhivirana inačica izvorne stranice od 7. veljače 2005. (Wayback Machine)
- "The Viking Deception", an episode of Nova, first aired on PBS on February 8, 2005
- "Vinland Re-read" by Paul Saenger (Newberry Library), particularly focussing on details of the map purchase
- Review of a book thesis with alleged connection of the fraud with the German jesuit Josef Fischer in the 1930ties